# Torbernite
La torbernite (simbolo IMA: Tor), nota anche come mica di rame uranio, chalcolite, rame autunite, fosforuranite di rame o, obsoleta, come mica verde, è un minerale comune del gruppo dell'autunite all'interno della classe dei minerali di "fosfati, arseniati e vanadati" con la composizione chimica Cu(UO2)2(PO4)2 • 12(H2O).

## Etimologia e storia
La torbernite è stata trovata per la prima volta nella miniera di Georg Wagsfort vicino a Johanngeorgenstadt nel circondario dei Monti Metalliferi (Sassonia, Germania).
Il minerale fu menzionato per la prima volta nel 1772 da Ignaz von Born nella sua opera Lythophylacium Bornianum, dove fu descritto come "Mica viridis crystallina, ibid.". Abraham Gottlob Werner riprese il lavoro di von Born nel 1780 e descrisse dettagliatamente il minerale, inizialmente chiamandolo anche mica verde e in seguito torbernite, in onore del chimico e mineralogista svedese Torbern Olof Bergman.

## Classificazione
Nell'obsoleta 8ª edizione della sistematica minerale secondo Strunz, la torbernite apparteneva alla classe minerale dei "fosfati, arseniati e vanadati" e quindi alla sottoclasse dei "fosfati acquosi, arseniati e vanadati con anioni estranei", dove veniva elencata insieme ad autunite, bassetite, fritzscheite, heinrichite, kahlerite, metakirchheimerite, natrouranospinite, nováčekite, sabugalite, saléeite, uramphite, uranocircite, uranospinite e zeunerite, con le quali forma la "serie dell'uranite" con il sistema nº VII/D.20a.
Nella Sistematica dei lapis (Lapis-Systematik) di Stefan Weiß, che è stata rivista e aggiornata l'ultima volta nel 2018 e che si basa ancora su questa vecchia forma edizione di Strunz per considerazione verso i collezionisti privati e le collezioni istituzionali, al minerale è stato assegnato il sistema e al minerale nº VII/E.01-070. In questa sistematica ciò corrisponde alla divisione "fosfati uranilici/arseniati e vanadati uranilici con [UO2]2+ – [PO4]/[AsO4]3− e [UO2]2+ – [V2O8]6−, con isotipi vanadati (serie della sincosite)", dove la torbernite insieme ad autunite, fritzscheite, heinrichite, kahlerite, nováčekite, rauchite, saléeite, sabugalite, trögerite, uranocircite, uranospinite e zeunerite forma il "gruppo dell'autunite" con il sistema nº VII/E.01.
La Classificazione Nickel-Strunz, che è stata aggiornata l'ultima volta dall'Associazione Mineralogica Internazionale (IMA) nel 2024, classifica la torbernite nella categoria "8. Fosfati, arseniati, vanadati" e successivamente nella sottoclasse "8.E Fosfati e arseniati di uranile"; questa è ulteriormente suddivisa in base al rapporto tra il complesso uranilico (UO2) e il complesso fosfato, arseniato o vanadato (RO4), in modo che il minerale possa essere trovato nella suddivisione "8.EB UO2:RO4 = 1:1" in base alla sua composizione, dove è elencato insieme a xiangjiangite, autunite, metaheinrichite, kahlerite, saléeite, uranocircite, uranospinite, zeunerite, hydronováčekite e nováčekite, con le quali forma il "gruppo dell'autunite" con il sistema nº 8.EB.05.
Anche la classificazione dei minerali secondo Dana, che viene utilizzata principalmente nel mondo anglosassone, classifica la torbernite nella classe dei "fosfati, arseniati e vanadati" e da lì nella sottoclasse dei "fosfati idrati, ecc.". Qui si può trovare il minerale elencato insieme alla metatorbernite nel gruppo senza nome 40.02a.13 all'interno della suddivisione "Fosfati idrati ecc., con A2+(B2+)2(XO4) • x(H2O), con (UO2)2+".

## Abito cristallino
La torbernite cristallizza nel sistema tetragonale nel gruppo spaziale I4/mmm (gruppo nº 139) con i parametri del reticolo a = 7,0267(4) Å e c = 20,807(2) Å e 2 unità di formula per cella unitaria.
In uno studio del 2003 sono state confrontate le strutture cristalline dei fosfati di rame-uranile torbernite (Cu[(UO2)(PO4)]2(H2O)12) e metatorbernite (Cu[(UO2)(PO4)]2(H2O)8) con quelle degli arseniati rame-uranile zeunerite (Cu[(UO2)(AsO4)]2(H2O)12), e metazeunerite (Cu[(UO2(AsO4)]2(H2O)8) utilizzando cristalli singoli prodotti sinteticamente. In questi studi, la struttura cristallina della torbernite potrebbe essere chiarita per la prima volta e quella della metatorbernite potrebbe essere chiarita alla luce di precedenti indagini, nelle quali si erano trovati i seguenti fattori R:
- R1 = 25%[11]
- R1 = 9,7%[12]
- R1 = 5,6%[13]
- R1 = 9,2%[14]

Si è trovato che la torbernite è isostrutturale alla zeunerite e la metatorbernite isostrutturale alla metazeunerite. Tutti e quattro i composti sono del tipo a strato "autunitario" con il motivo strutturale [(UO2)(XO4)] (con X = P o As). In tutti questi composti, gli ioni Cu2+ sono circondati da quattro molecole d'acqua in modo quadratico-planare e coordinano anche gli atomi di ossigeno dell'uranile, in modo che si formino ottaedri con distorsione di Jahn-Teller. Le molecole d'acqua cristallina sono trattenute nel reticolo cristallino esclusivamente da legami idrogeno.

## Modificazioni e varietà
La torbernite si disidrata facilmente in metatorbernite con la formula molecolare Cu[UO2|PO4]2 • 8(H2O). Si forma come prodotto degli agenti atmosferici della torbernite e può anche essere indotto artificialmente a temperature superiori a 75 °C. I cristalli sono piuttosto torbidi o leggermente traslucidi con una lucentezza vitrea.
La struttura cristallina della metatorbernite differisce da quella della torbernite in linea di principio in quanto ogni secondo strato di fosfato di uranile viene spostato di metà della lunghezza dell'asse {\displaystyle a} nella direzione di [100] e [010].
Nell'analisi strutturale di Locock e Burns, il contenuto di acqua cristallina della metatorbernite è di 8 molecole di acqua per unità di formula. Ciò è in linea con le indagini di Arthur Francis Hallimons e Kurt Walenta, che mostrano che i diversi livelli di idratazione della torbernite sono nettamente delineati dalla metatorbernite e che il contenuto di acqua dei singoli composti rimane costante e non varia, come nel caso delle zeoliti. Pertanto, sono escluse le formule molecolari con diverse quantità di acqua cristallina per questi minerali.

## Proprietà
A causa del suo contenuto di uranio fino al 48%, la torbernite è altamente radioattiva. Tenendo conto delle proporzioni degli elementi radioattivi nella formula molecolare idealizzata e dei successivi decadimenti della serie di decadimento naturale, per il minerale viene fornita un'attività specifica di circa 85,9 kBq/g (per confronto, il potassio naturale possiede un'attività specifica 0,0312 kBq/g).
A differenza dell'autunite e della maggior parte degli altri membri dell'omonimo gruppo, il minerale non emette fluorescenza sotto la luce ultravioletta. La torbernite è solubile in acido nitrico (HNO3) e si scioglie in perle nere davanti al cannello a soffiatura.
Il minerale è fragile e facilmente frangibile. A seconda della quantità di acqua cristallina che contiene, la sua durezza Mohs è compresa tra 2 e 2,5 e la sua densità è di 3,22 g/cm³.
Alla temperatura di 45 °C si disidrata trasformandosi in metatorbernite (di aspetto opaco, diversamente dalla torbernite) e la medesima trasformazione avviene spontaneamente se conservata per lungo tempo in un ambiente asciutto.

## Origine e giacitura
La torbernite si forma come minerale secondario nelle zone di ossidazione dei depositi di uranio. I minerali associati includono autunite, metatorbernite, uraninite e zeunerite.
Essendo una formazione minerale comune, la torbernite può essere trovata in molti luoghi, con circa 1100 siti documentati in tutto il mondo.
In Italia il minerale è stato rinvenuto in diverse località: Delianuova e Sarno (Calabria); Giustenice (Liguria); Gromo, Valgoglio, Colico, Dorio e Piateda (Lombardia); Campiglia Cervo, Rosazza, Bagnolo Piemonte, Baceno e Montorfano di Mergozzo, solo per citarne alcune del Piemonte; Assemini e Capoterra (Sardegna); Alta Valle Isarco, Borgo Chiese e Daone (Trentino Alto-Adige); Valle Benedetta e Portoferraio (Toscana).
In Germania, il minerale si trova, oltre che nella sua località tipo Johanngeorgenstadt, in diversi altri siti nei Monti Metalliferi, nonché nella Foresta Nera, nel Fichtelgebirge, nella Foresta bavarese, nella Foresta dell'Alto Palatinato, nel Königsberg (Wolfstein) e nella Selva di Turingia. In Austria, si trova principalmente negli Alti Tauri e nelle Alpi Fischbach. Le località della Svizzera sono principalmente la Binntal, Lavey-Morcles e Schlans.
Altre località sono sparse in tutto il mondo.

## Forma in cui si presenta in natura
La torbernite sviluppa cristalli da trasparenti a traslucidi, tabulari o piramidali di pochi centimetri di dimensione. Tuttavia, si trova anche sotto forma di aggregati minerali granulari, terrosi o massicci e rivestimenti crostosi. Poiché la torbernite forma spesso aggregati tabulari stratificati simili a pacchetti, può sembrare abbastanza simile all'autunite, ma l'autunite è di un giallo-verde più chiaro, quasi di colore neon.
Il colore della torbernite varia tra diverse tonalità di verde dallo smeraldo all'erba e al porro fino al più giallastro lucherino e al verde mela, ma il colore del suo striscio è sempre verde chiaro. Le superfici in cristallo hanno una lucentezza simile al vetro, mentre le superfici a fessura brillano in modo perlaceo e le forme aggregate sono opache.